# استودان میان قلعه
استودان میان قلعه مربوط به دوره ساسانیان است و در شهرستان مرودشت، بخش مرکزی، دهستان رودبال، ۲ کیلومتری جنوب روستای میان قلعه دامنه غربی، کوه قلعه شکسته (گزین) واقع شده و این اثر در تاریخ ۳۰ بهمن ۱۳۸۶ با شمارهٔ ثبت ۲۰۸۹۰ به‌عنوان یکی از آثار ملی ایران به ثبت رسیده است.